# Kay Peak
Kay Peak är en bergstopp i Antarktis. Den ligger i Västantarktis. Inget land gör anspråk på området. Toppen på Kay Peak är 760 meter över havet.
Terrängen runt Kay Peak är varierad. Trakten är obefolkad. Det finns inga samhällen i närheten. 